# Skinner Releasing Technique
Pour les articles homonymes, voir SRT.
 (avril 2023).
 (octobre 2023).

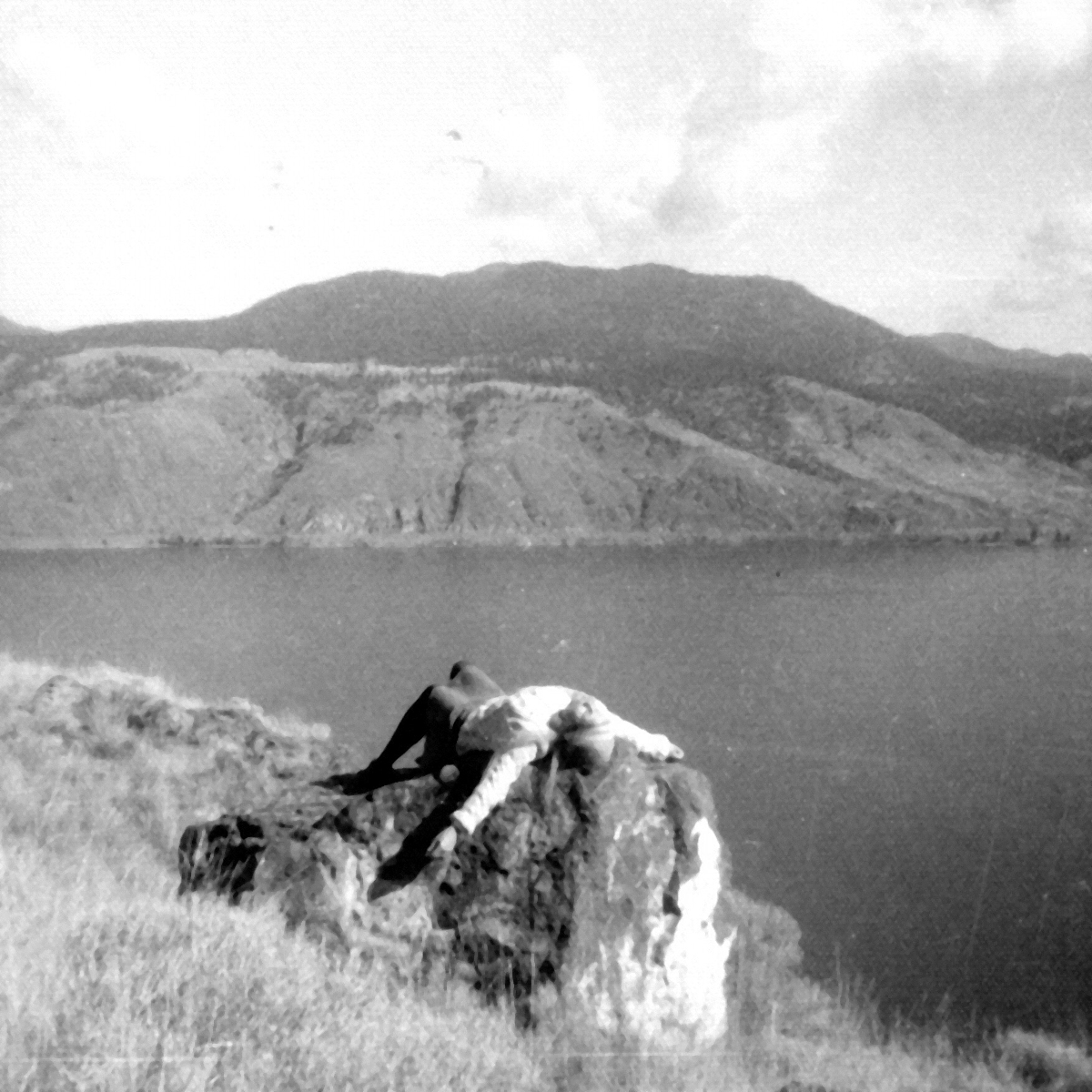
Joan Skinner (1988)

La Skinner Releasing Technique (SRT) est une pédagogie créée  par Joan Skinner vers la fin des années 1960 aux États-Unis. Méconnue en France, cette approche iconoclaste est à la fois une technique de danse et une pratique somatique. Elle témoigne de l'évolution des méthodes d'enseignement au XXe siècle. 
La Skinner Releasing Technique associe la rigueur formelle des fondatrices de la Modern dance, aux découvertes de Mabel Todd et de l'ideokinesis (en) sur l’emploi de l'image dans le mouvement. Elle préfigure les explorations sensorielles des pratiques somatiques, utilisant des images poétiques pour susciter le mouvement spontané. Elle combine singulièrement imagination, technique et improvisation en une poétique complète plaçant l'imagination kinesthésique au coeur de l'apprentissage. 
En Skinner Releasing Technique, chaque cours est une composition unique, rigoureusement organisée en une progression graduelle et chronologique. Technicité et créativité se rejoignent. La nature poétique des images proposées par l'enseignant catalyse le mouvement des participants Ceux-ci examinent et explorent des principes techniques par l'improvisation. 
La Skinner Releasing Technique permet l'expérience du mouvement à un niveau kinesthésique profond. L'intégration de nouvelles informations facilite la souplesse, la puissance, la rapidité, l'équilibre ou encore l'endurance. Le relâchement de tensions inutiles, l'alignement multi-directionnel, la circulation de l'énergie aux niveaux micro et macroscopique ainsi que la transformation des schémas posturaux habituels opèrent. L'unification du complexe corps-esprit, the physical-self est à l'œuvre.
La Skinner Releasing Technique favorise la spontanéité et permet tout style de mouvement. Ludique et savamment organisée, la pédagogie est enseignée et pratiquée mondialement, dans des contextes et auprès de publics variés, exerçant une influence importante sur nombreux danseurs et chorégraphes.

## Joan Skinner
Joan Skinner est une figure majeure de l'histoire de la danse nord-américaine et de ses ramifications européennes. Son parcours notable est significatif des mutations et des inventions du siècle dernier. Après des études au Bennington College, Elle commence sa carrière d’interprète chez Martha Graham dans les années 1940. Elle rejoint la compagnie Merce Cunningham en 1951. À la suite de nombreuses tournées, elle contracte une hernie discale sévère et développe seule à New York, puis auprès de ses étudiants de l’Université de l’Illinois ce qui deviendra la Skinner Releasing Technique. En 1967, elle est titularisée professeure à l'Université de Washington. Elle enseigne aussi au Walker Art Center et au Tyrone Guthrie Theater de Minneapolis. Avec sa compagnie, elle crée le Belltown Studio à Seattle au milieu des années soixante-dix. Des cours de SRT y sont dispensés chaque jour, pour tous. Elle poursuit parallèlement sa carrière à l'Université de Washington dont elle dirigera le département danse en 1985. Pédagogue convaincue, elle perfectionne son enseignement jusqu'à sa mort en 2021. 

## Histoire
La SRT fut développée dans les années 1960 par l'Américaine Joan Skinner (1924-2021). Après une blessure grave, elle entame un processus d’exploration du mouvement afin de pouvoir continuer à danser professionnellement. Chez elle, elle intègre les principes issus de la Technique Alexander, qu'elle applique à la barre classique. Elle développe en même temps un corpus d'images mentales qui lui permet d'entrer autrement dans le mouvement. Influencée par l'ideokinésis (dans la lignée de Mabel Todd, Lulu Sweigard, Barbara Clark, André Bernard, ou encore Pamela Matt), elle constate que certaines images ont un effet puissant sur le mouvement, notamment en terme d'alignement. La contemplation active d'images mentales devient alors partie intégrante de l’apprentissage. 
Joan Skinner reprend l'axiome formulé par André Bernard: « Ne faites pas l’image, laissez l’image vous faire » . Elle abandonne progressivement la verticalité concomitante à la barre classique et expérimentent ses images allongés au sol. Elle gagne ce faisant une nouvelle compréhension du mouvement, de l'espace et du temps. Des principes inédits, qu'elle approfondit en expérimentant avec ses étudiants de l'université de l'Illinois, voient progressivement le jour. 

## Description
Joan Skinner articule un corpus d'images poétique facilitant l'intégration de principes clés. Ces images éveillent une conscience kinesthésique qui s'affine avec la pratique. En SRT les participants sont momentanément guidés dans des états subconscient. Les perceptions sensorielles sont aiguisées. Cette concentration et disponibilité permet au danseur d'être transformé par l'image. La SRT s’enracine dans l'expérience kinesthésique sans se référer explicitement à l'anatomie. Elle propose des géographies physiques changeante que chacun s'approprie par l'imagination.
La pédagogie est organisées en deux cycles distincts en deux séries de classes évolutives.[style à revoir]
Chaque classe est savamment composée de Movement Study, Partner Graphic, Checklist, Image-Action ou Totality. Au fil de la technique les images poétiques proposées se complexifient. Les dimensions et les strates d'expériences se superposent. Joan Skinner développe une terminologie rigoureuse pour sa technique. Celle-ci est faite de mots-valises empruntés à James Joyce, (ex : ''River-run''), s’inspire des haïkus japonais, ou encore déforme avec humour des comptines pour enfants. Joan Skinner crée ainsi des notions nouvelles, jamais formulées avant elle. Par exemple : melting roll, melting rise, tiping and gliding, skimming, watchful state etc. L’inventivité poétique dont elle fait preuve est sans égal. Joan Skinner est influencée par John Cage et Merce Cunningham. Leurs oeuvres réciproques en ont commun certains principes comme la dissolution de l'égo ou encore l'absence de centre.
Les participants défont leur schémas habituels de tensions et cultivent ainsi de nouvelles sensations et possibilités de mouvements. Pour Joan Skinner ces expériences se prolongent au-delà du studio de danse, dans la vie quotidienne. Elle encourageait ses élèves à observer leurs mouvements de tous les jours. La pédagogie de Joan Skinner est faites de deux cycles distincts, organisés en série de classes. Le cycle « Introductif », qui contient 15 classes ordonnées chronologiquement, et le cycle « En cours », qui contient 12 classes. Une pédagogie destinée exclusivement aux enfants existe également.
Actuellement, la Skinner Releasing Technique est enseignée dans de nombreux pays. Lionel Popkin enseigne à UCLA, à Los Angeles. En Australie, Wendy Smith enseigne à l'université de Melbourne depuis plus d’une vingtaine d'années. Au Royaume-Uni, la Skinner Releasing Technique est largement enseignée, à Middlesex University, Chichester University, Coventry University, Birmingham University, Birkbeck, Laban ou encore à la London Contemporary Dance School. Dans de nombreux pays d'Europe, en Turquie, à Hong-Kong ou en Afrique du Sud des cours et stages de SRT ont lieu régulièrement. Robert Davidson, proche collaborateur de Skinner, disparu en 2016, enseignait au National Theatre Conservatory de Denver. 